# Natalia Sokolova (modelo)
Natalia Sokolova (Moscú, Unión Soviética; 15 de octubre de 1976) es una modelo y actriz rusa. Fue elegida como Playmate por la revista Playboy en abril de 1999, y ha aparecido en numerosos vídeos Playboy.
A fecha de octubre de 2007, Sokolova reside en Nueva York, donde es dueña y dirige Exquisite Planning, un servicio de planificación de eventos.